# Yashica
Yashica was een Japanse elektronicaonderneming die in 1949 in Nagano werd opgericht, en met name bekendheid verwierf met haar fotocamera's. Naast fotografische producten ontwierp en produceerde ze ook andere elektronische goederen. Zo ontwikkelde Yashica voor Philips meerdere MSX-homecomputers, waaronder de VG-8020.
Na de overname in 1983 door Kyocera hield zij op te bestaan als zelfstandige onderneming. Als merknaam bleef Yashica echter bestaan.

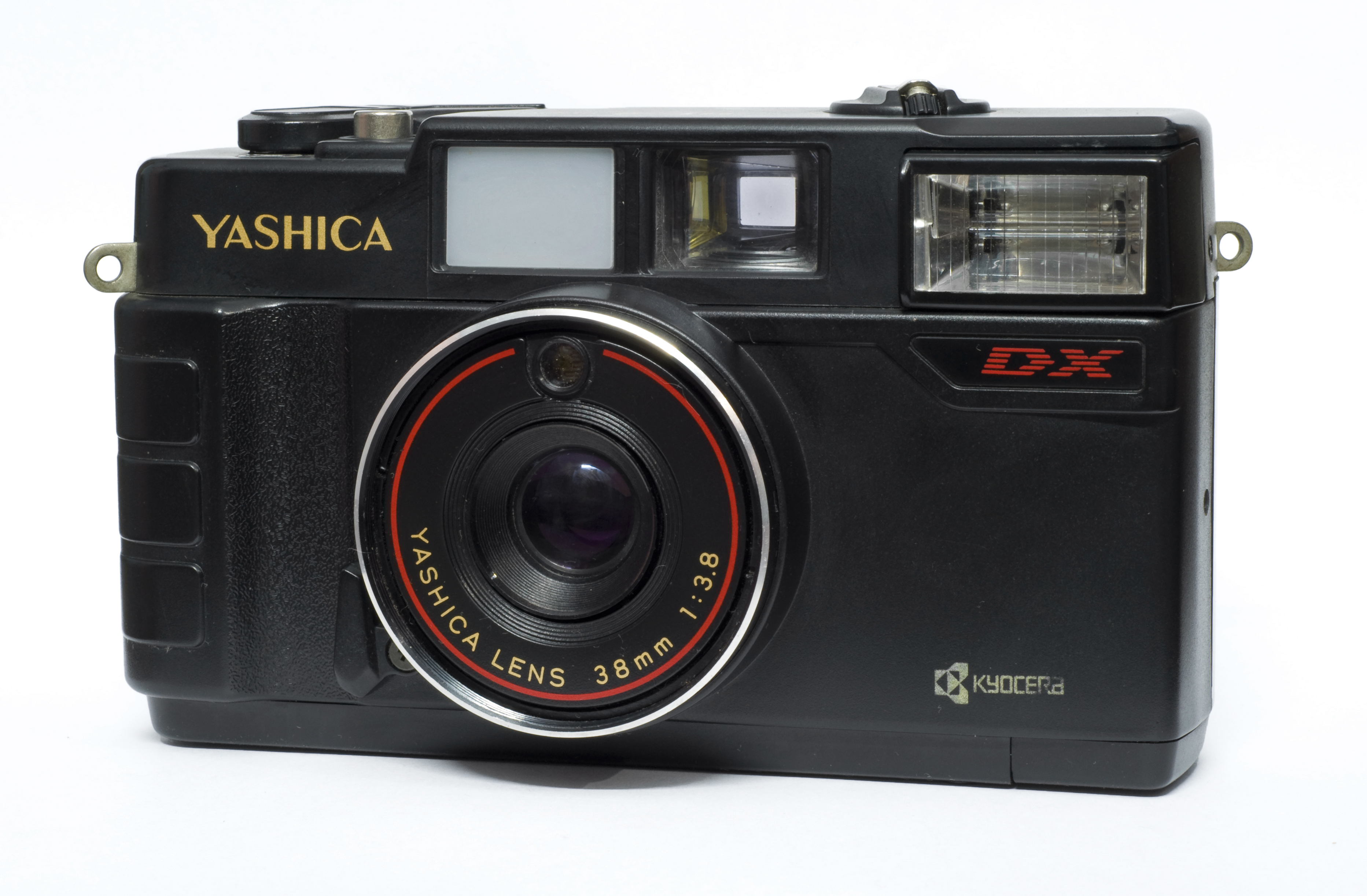
Yashica MF-2 super